# Oyes
Oyes és un municipi francès, situat al departament del Marne i a la regió del Gran Est. L'any 2007 tenia 84 habitants.

## Demografia

### Població
El 2007 la població de fet d'Oyes era de 84 persones. Hi havia 36 famílies, de les quals 12 eren unipersonals (12 dones vivint soles i 12 dones vivint soles), 16 parelles sense fills i 8 parelles amb fills.
La població ha evolucionat segons el següent gràfic:
Habitants censats

### Habitatges
El 2007 hi havia 55 habitatges, 38 eren l'habitatge principal de la família, 11 eren segones residències i 6 estaven desocupats. 50 eren cases i 2 eren apartaments. Dels 38 habitatges principals, 32 estaven ocupats pels seus propietaris, 2 estaven llogats i ocupats pels llogaters i 4 estaven cedits a títol gratuït; 1 tenia una cambra, 1 en tenia dues, 3 en tenien tres, 13 en tenien quatre i 20 en tenien cinc o més. 28 habitatges disposaven pel capbaix d'una plaça de pàrquing. A 13 habitatges hi havia un automòbil i a 20 n'hi havia dos o més.

### Piràmide de població
La piràmide de població per edats i sexe el 2009 era:
| Homes | Edats   | Dones |
| ----- | ------- | ----- |
| 0     | 95 o +  | 0     |
| 0     | 90 a 94 | 0     |
| 0     | 85 a 89 | 4     |
| 0     | 80 a 84 | 0     |
| 4     | 75 a 79 | 4     |
| 0     | 70 a 74 | 4     |
| 0     | 65 a 69 | 0     |
| 4     | 60 a 64 | 4     |
| 0     | 55 a 59 | 0     |
| 4     | 50 a 54 | 4     |
| 0     | 45 a 49 | 0     |
| 8     | 40 a 44 | 0     |
| 4     | 35 a 39 | 4     |
| 0     | 30 a 34 | 8     |
| 8     | 25 a 29 | 4     |
| 0     | 20 a 24 | 0     |
| 0     | 15 a 19 | 0     |
| 4     | 10 a 14 | 0     |
| 12    | 5 a 9   | 4     |
| 8     | 0 a 4   | 0     |

## Economia
El 2007 la població en edat de treballar era de 50 persones, 36 eren actives i 14 eren inactives. De les 36 persones actives 34 estaven ocupades (19 homes i 15 dones) i 2 estaven aturades (1 home i 1 dona). De les 14 persones inactives 9 estaven jubilades, 1 estava estudiant i 4 estaven classificades com a «altres inactius».
Activitats econòmiques
L'únic establiment que hi havia el 2007 era d'una empresa de construcció.
L'any 2000 a Oyes hi havia 16 explotacions agrícoles que ocupaven un total de 28 hectàrees.

## Poblacions més properes
El següent diagrama mostra les poblacions més properes.